# Lavans-lès-Dole
Lavans-lès-Dole település Franciaországban, Jura megyében. Lakosainak száma 327 fő (2022. január 1.). Lavans-lès-Dole Audelange, Auxange, Éclans-Nenon, Gendrey, Lavangeot, Malange, Orchamps, Our és Romange községekkel határos.

## Népesség
A település népességének változása:
| Lakosok száma | 176  | 231  | 242  | 316  | 333  | 328  | 324  | 328  | 331  | 327  |
|               | 1968 | 1982 | 1990 | 2006 | 2013 | 2015 | 2017 | 2019 | 2020 | 2022 |